# Aleksander Kiereński
Aleksandr Fiodorowicz Kiereński (ros. Александр Фёдорович Керенский; ur. 22 kwietnia?/4 maja 1881 w Symbirsku, zm. 11 czerwca 1970 w Nowym Jorku) – rosyjski polityk, parlamentarzysta i prawnik. Od 20 lipca do 8 listopada 1917 przewodniczący Rządu Tymczasowego Rosji (w rządzie tym pełnił także funkcję ministra sprawiedliwości oraz ministra wojny i marynarki). Jego rząd został obalony przez przewrót bolszewicki. W latach 1912–1917 deputowany do Dumy Państwowej Imperium Rosyjskiego IV kadencji. W 1918 deputowany do Wszechrosyjskiego Zgromadzenia Ustawodawczego. Od 1918 do śmierci na emigracji.

## Życiorys
Syn Fiodora Michajłowicza Kiereńskiego (1838–1910), pedagoga i dyrektora gimnazjum w Symbirsku. Od 1889 do 1899 wraz z rodziną mieszkał w Taszkiencie, gdzie ukończył gimnazjum. W 1899 rozpoczął studia na Wydziale Prawa Petersburskiego Uniwersytetu Państwowego. Od 1904 pracował jako prawnik w Petersburgu. W grudniu 1905 został aresztowany, pod zarzutem posiadania ulotek socjalistyczno-rewolucyjnych. W więzieniu przebywał do wiosny 1906. Wkrótce po zwolnieniu stał się popularnym prawnikiem, przemawiającym na procesach politycznych. Związał się z Partią Socjalistów-Rewolucjonistów. W 1912 został członkiem wolnomularskiego Wielkiego Wschodu Ludów Rosji. W czerwcu 1913 został wybrany na przewodniczącego IV Ogólnorosyjskiego Kongresu Pracowników Handlu i Przemysłu.
W wyborach parlamentarnych w 1912 został wybrany do Dumy Państwowej Imperium Rosyjskiego IV kadencji. Z uwagi na to, że Partia Socjalistów-Rewolucjonistów zdecydowała się zbojkotować wybory, Kiereński formalnie opuścił tę partię i dołączył do narodnickiej frakcji trudowików. Jako parlamentarzysta wygłaszał krytyczne przemówienia przeciwko rządowi i zyskał sławę jednego z najlepszych mówców frakcji lewicowych. Był członkiem komisji budżetowej Dumy. Należał też do zawiązanego w 1916 w Petersburgu Koła Przyjaciół Niepodległości Polski.
W czasie rewolucji lutowej został członkiem Komitetu Tymczasowego Dumy, a także krótkotrwale wiceprzewodniczącym Piotrogrodzkiej Rady Delegatów Robotniczych i Żołnierskich i członkiem jej Komitetu Wykonawczego. Od marca 1917 powrócił oficjalnie do Partii Socjalistów-Rewolucjonistów i stał się jednym z jej liderów.
W Rządzie Tymczasowym księcia Gieorgija Lwowa zajmował stanowiska ministra sprawiedliwości (16 marca – 1 maja) i ministra wojny i morskiego (od 5 maja, otrzymał stanowisko po tzw. kryzysie kwietniowym). 20 lipca 1917 zastąpił Lwowa na stanowisku premiera Rządu Tymczasowego Rosji, a we wrześniu (po tzw. „puczu Korniłowa”) stanął na czele armii rosyjskiej z tytułem Naczelnego Wodza. Jako dyktator okazał się niezdecydowany, a wprowadzony program kontynuacji wojny okazał się nierealny (ofensywa Kiereńskiego). Niepowodzenia prowadzonej przez niego polityki przysporzyły mu przeciwników po obu stronach sceny politycznej.
W wyniku przewrotu bolszewickiego jego rząd został obalony, a on sam zbiegł na front do Pskowa. Bez skutku usiłował pozyskać poparcie armii przeciw bolszewikom. Po nieudanej próbie odbicia Piotrogrodu za pomocą korpusu kozackiego Piotra Krasnowa, 14 listopada 1917 zbiegł nad Don. W demokratycznych wyborach do Konstytuanty w listopadzie 1917 wybrany deputowanym z listy eserowców z Saratowa.
Od 1918 przebywał w Wielkiej Brytanii i Francji, gdzie nadal starał się prowadzić działalność polityczną. Po klęsce Francji w 1940 wyemigrował do Stanów Zjednoczonych. Po agresji niemieckiej na ZSRR zaoferował swoje poparcie dla Józefa Stalina. W latach 1945–1946 przebywał w Brisbane w Australii, po czym wrócił do Ameryki. Zamieszkał w nowojorskim Upper East Side. Pracował dla amerykańskiego Hoover Institution. W 1956 znalazł zatrudnienie jako wykładowca na Uniwersytecie Stanforda. Podczas wizyty Nikity Chruszczowa w USA w 1959 Kiereński spotkał się z radzieckim przywódcą.
W 1968 bezskutecznie starał się o możliwość przyjazdu do ZSRR. Zmarł 11 czerwca 1970 wskutek miażdżycy tętnic wieńcowych w szpitalu w Nowym Jorku. Miejscowe cerkwie rosyjskie i serbskie odmówiły odprawienia pogrzebu polityka, uznając go winowajcą upadku monarchii w Rosji i wskazując na jego związki z masonerią. Ciało Kiereńskiego przewieziono do Londynu, gdzie został pochowany na Putney Vale Cemetery.

## Życie prywatne
Jego syn, Oleg (1905–1984), był inżynierem budownictwa lądowego oraz projektantem mostów (m.in. pomagał przy budowie ukończonego w 1932 Sydney Harbour Bridge). W 1964 został komandorem Orderu Imperium Brytyjskiego, natomiast w 1970 został członkiem brytyjskiego Fellow of the Royal Society.
Wnuk Kiereńskiego – Oleg (1930–1993), był pisarzem, publicystą oraz krytykiem baletowym i teatralnym. Wcielił się w rolę swojego dziadka w filmie Czerwoni (1981).

## Wybrane prace
- Дело Корнилова (1918)
- Прелюдия большевизма (1919)
- Издалека сборник статей
- Россия на историческом повороте. Мемуары.

## Galeria

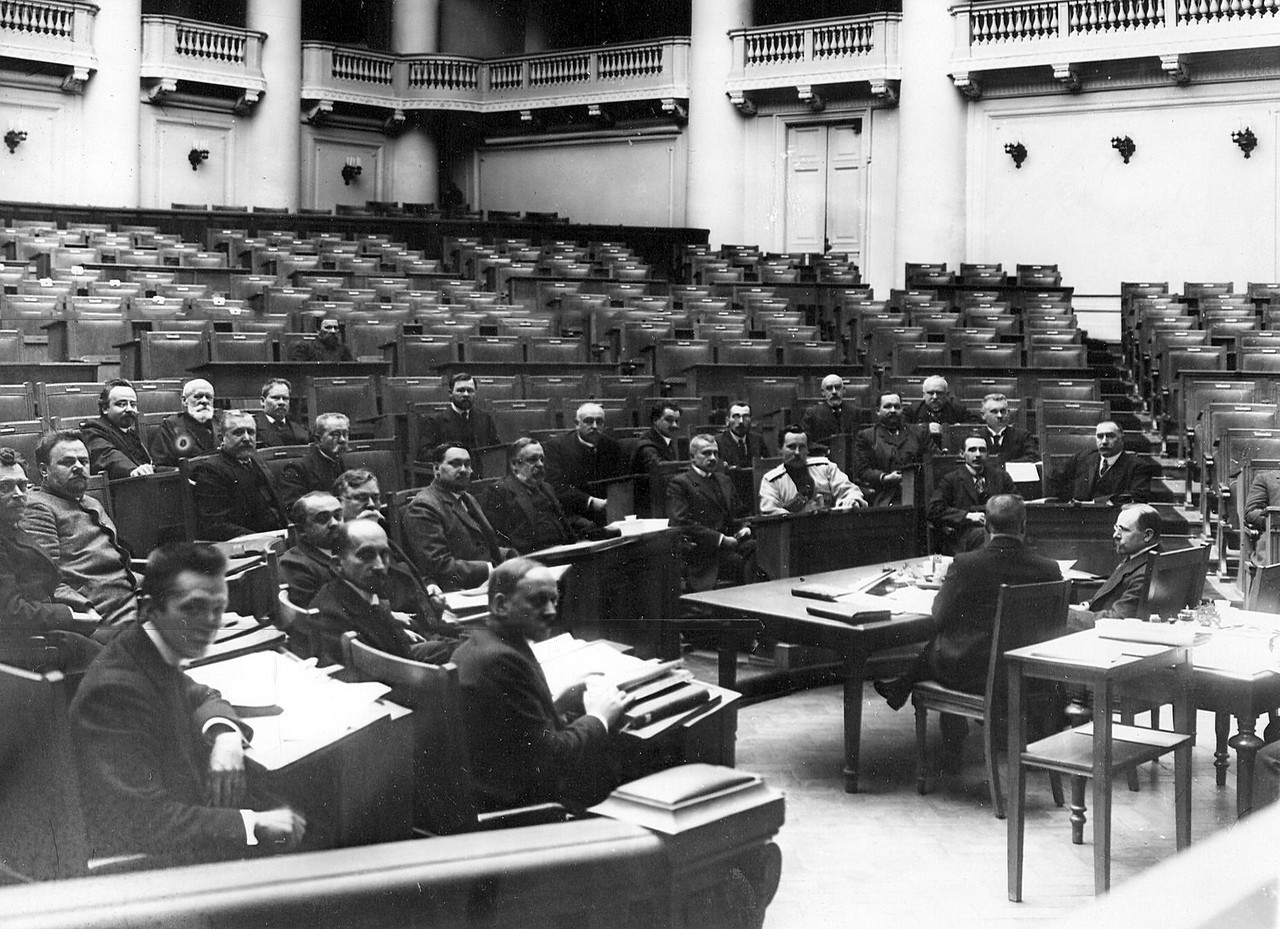
Kiereński podczas posiedzenia komisji Dumy IV kadencji
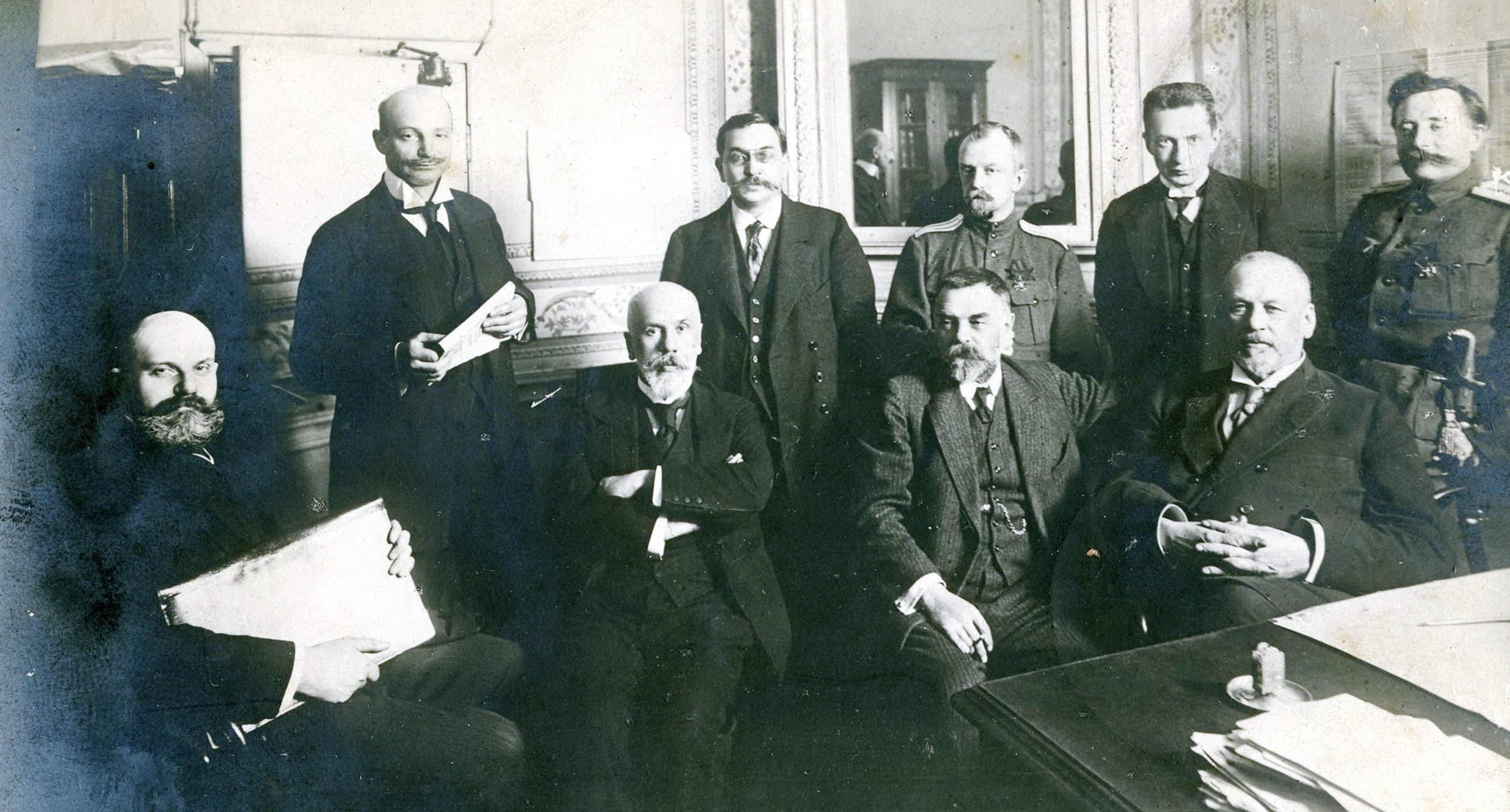
Komitet Tymczasowy Dumy w marcu 1917. Aleksander Kiereński stoi drugi z prawej. Poniżej siedzi Michaił Rodzianko
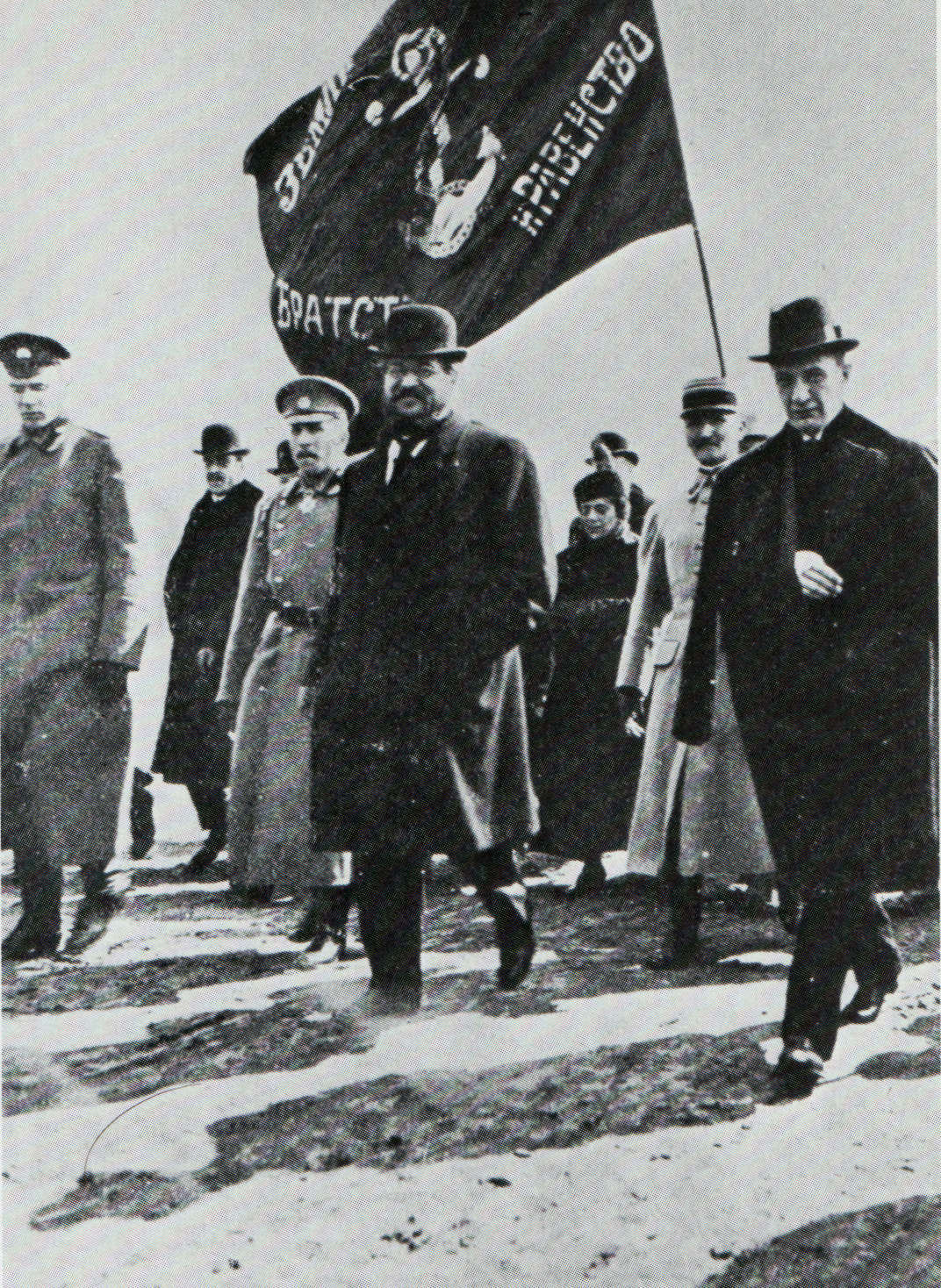
Ławr Korniłow, Albert Thomas i Aleksander Kiereński podczas obchodów Święta Pracy 1 maja 1917
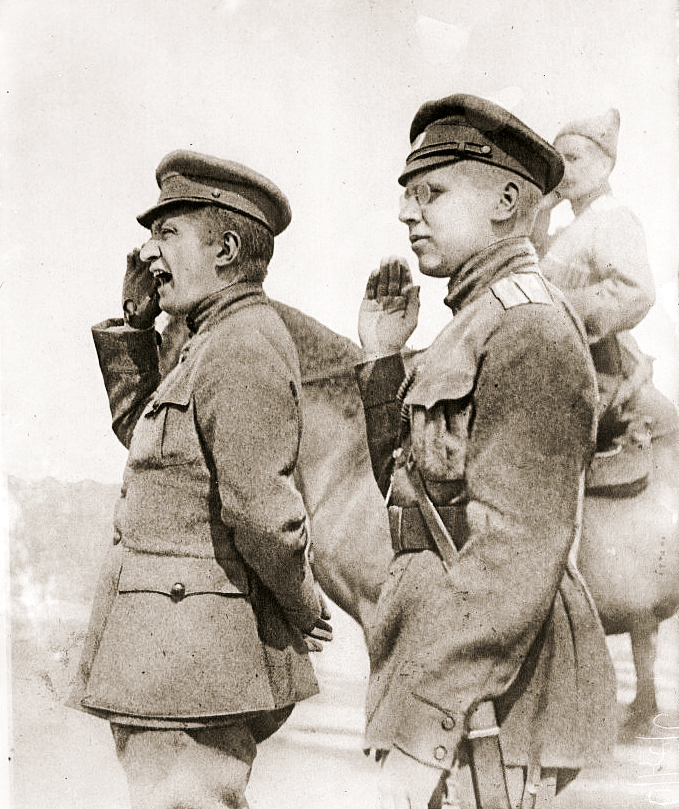
Kiereński jako minister wojny wizytujący front w 1917
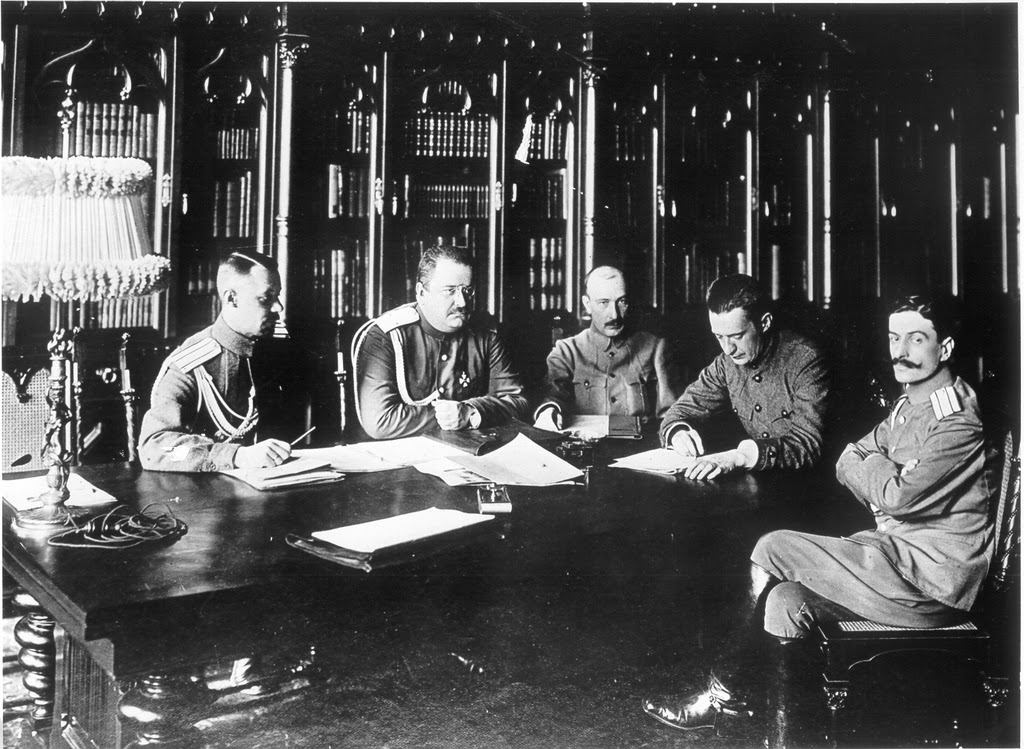
Kiereński jako minister wojny. Z lewej Boris Sawinkow
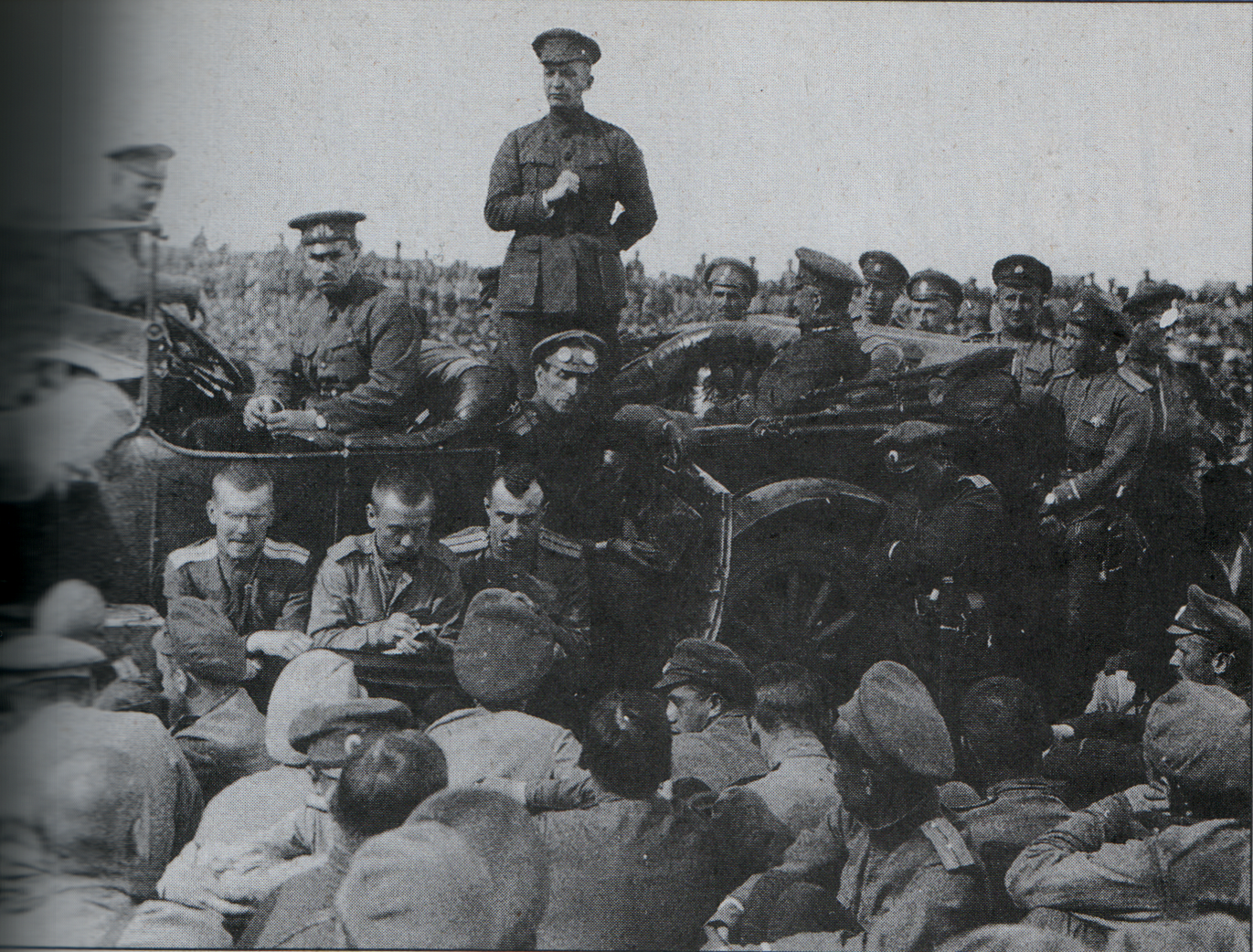
Kiereński przemawiający do rosyjskich żołnierzy na froncie w maju 1917
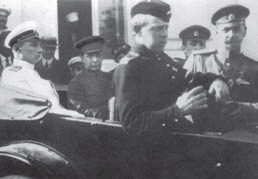
Aleksander Kiereński i Aleksander Kołczak w Sewastopolu w maju 1917
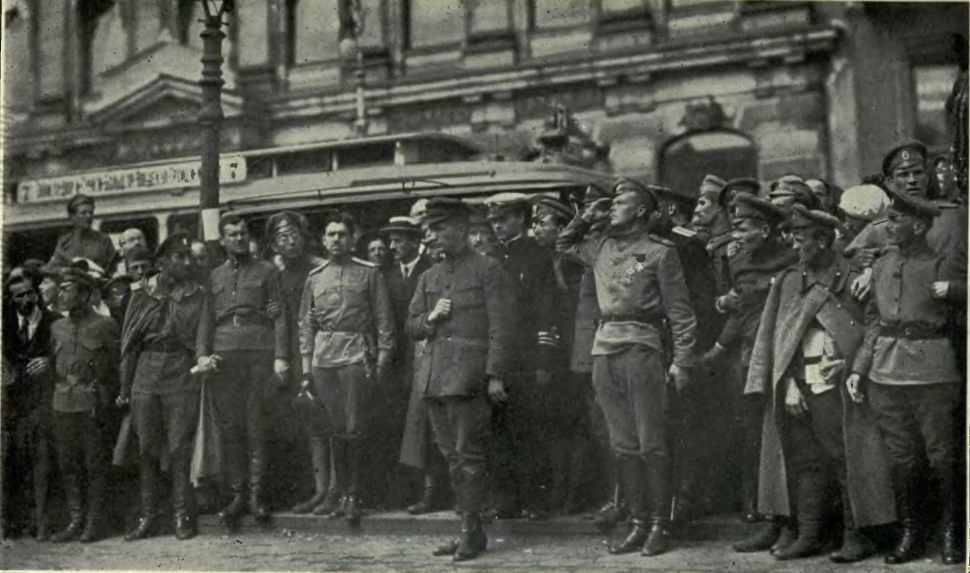
Aleksander Kiereński na pogrzebie ofiar dni lipcowych w lecie 1917
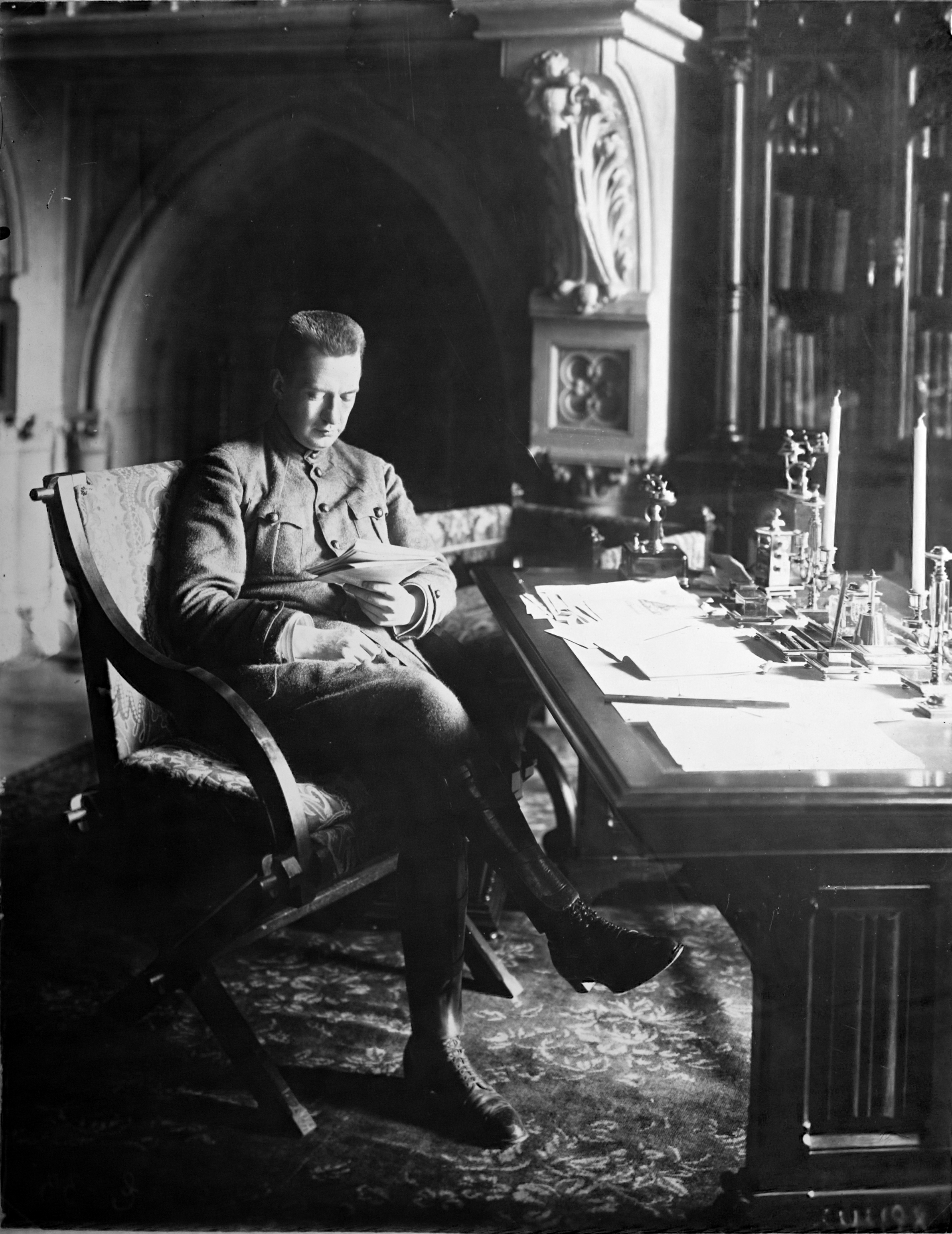
Aleksander Kiereński jako premier Rządu Tymczasowego w swoim gabinecie w Pałacu Zimowym
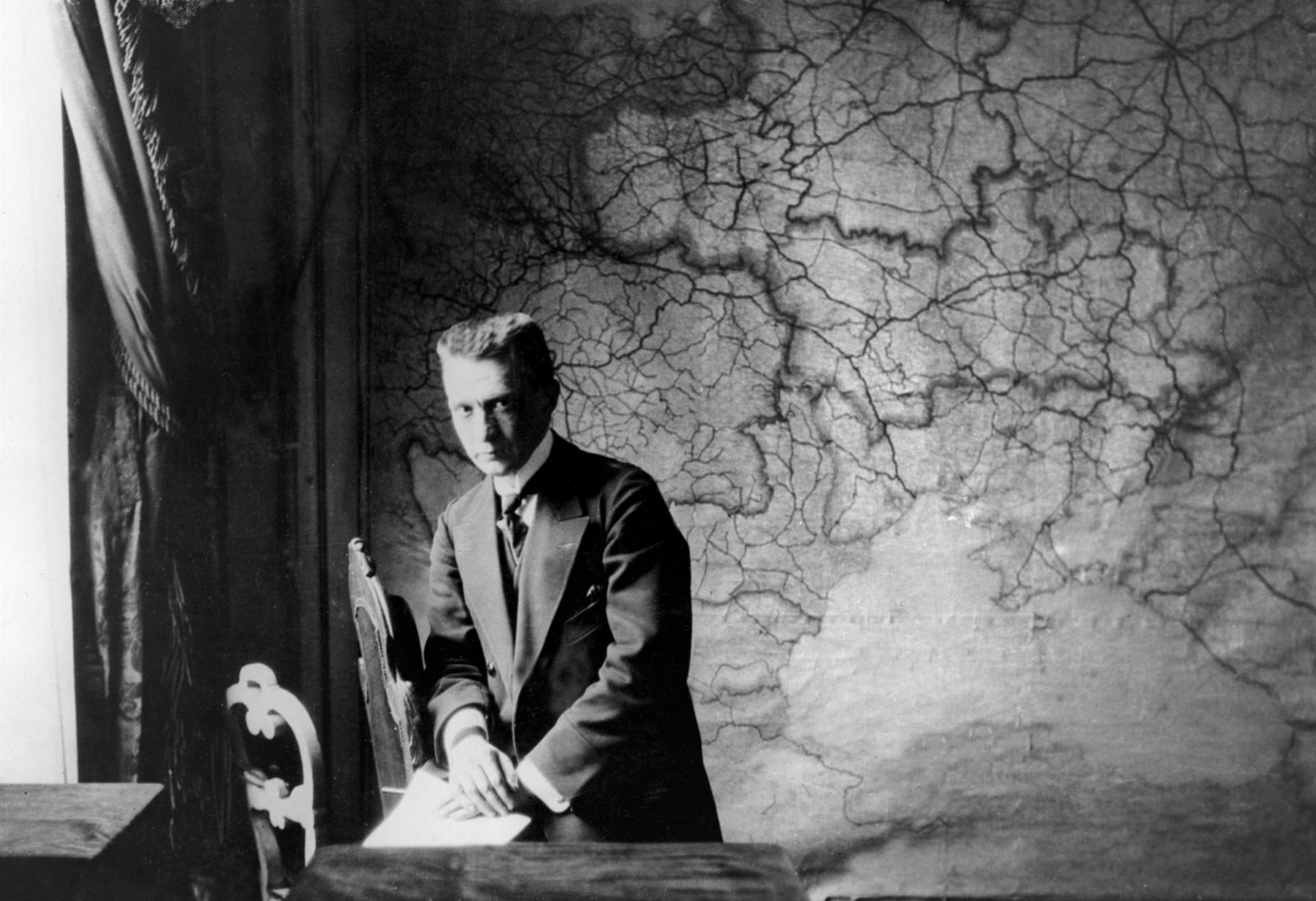
Kiereński w gabinecie premiera
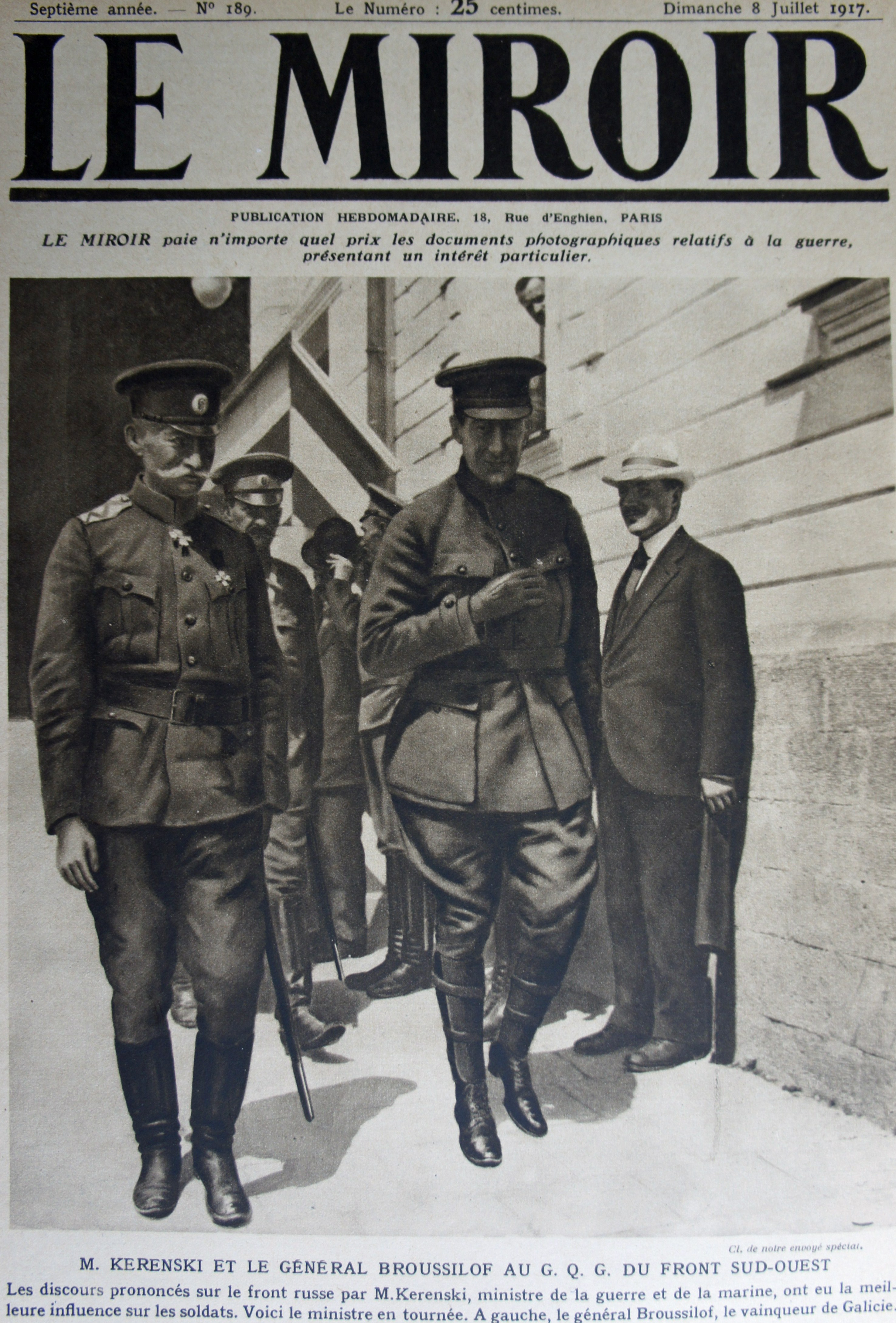
Aleksander Kiereński i generał Aleksiej Brusiłow na okładce francuskiego pisma z 1917
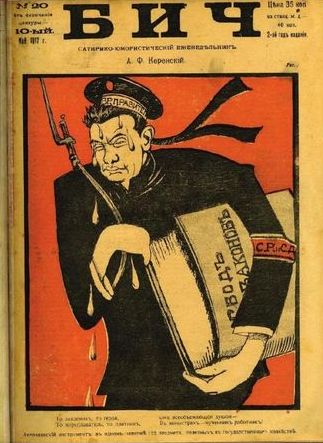
Karykatura Kiereńskiego autorstwa Wiktora Deni z 1917
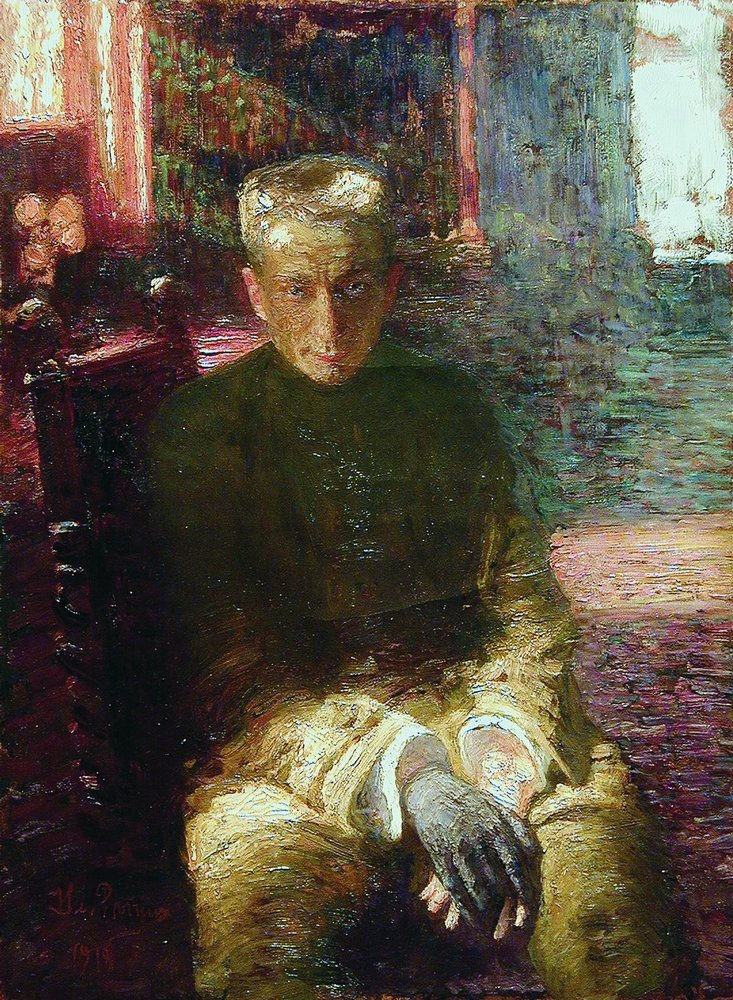
Aleksander Kiereński. Portret Ilji Riepina z 1917
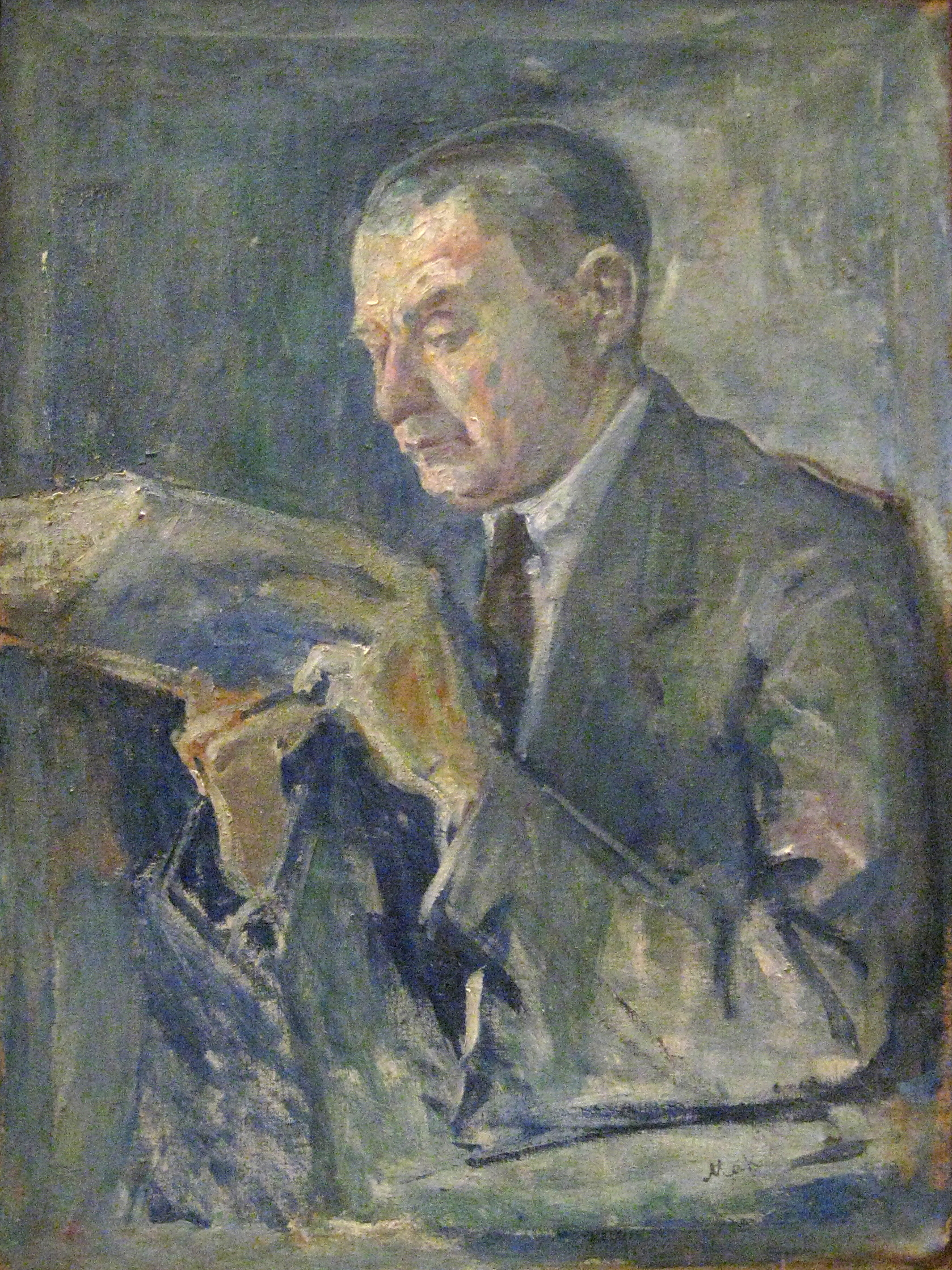
Aleksander Kiereński na obrazie z 1923
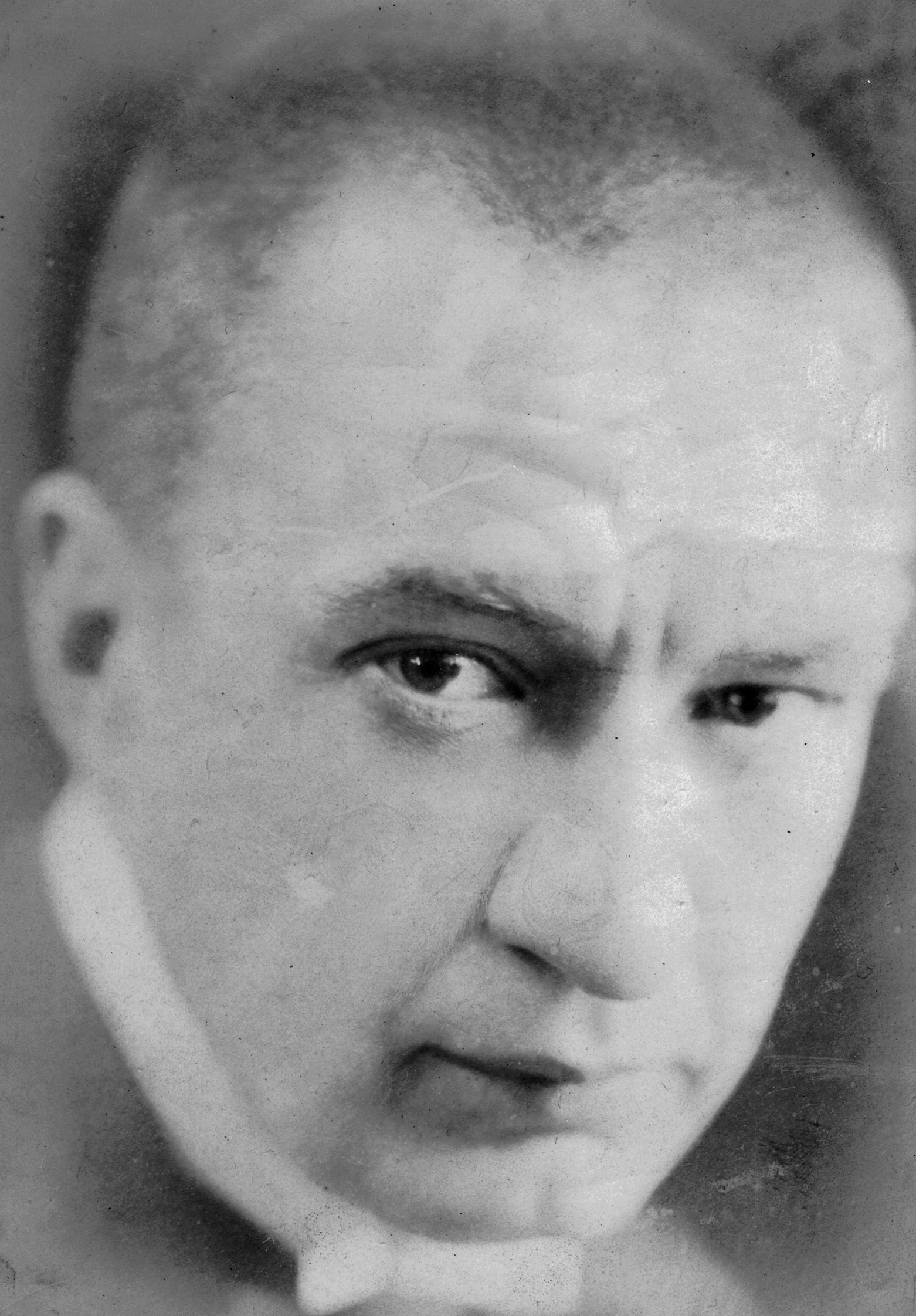
Aleksander Kiereński w latach 20. XX wieku
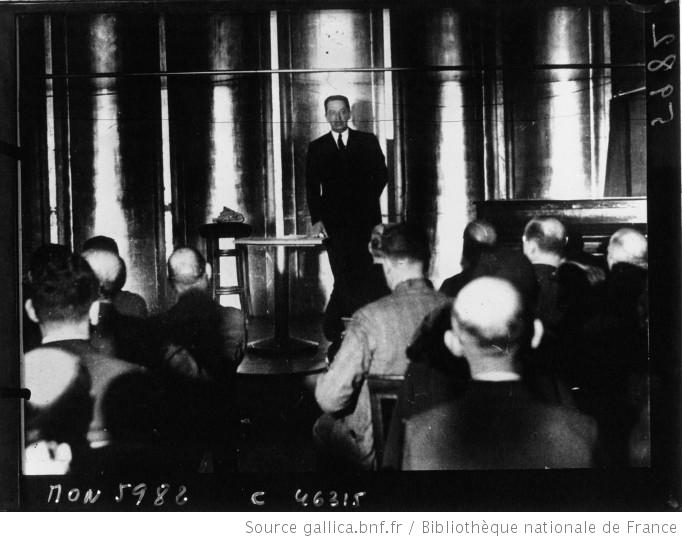
Kiereński w Berlinie w 1932
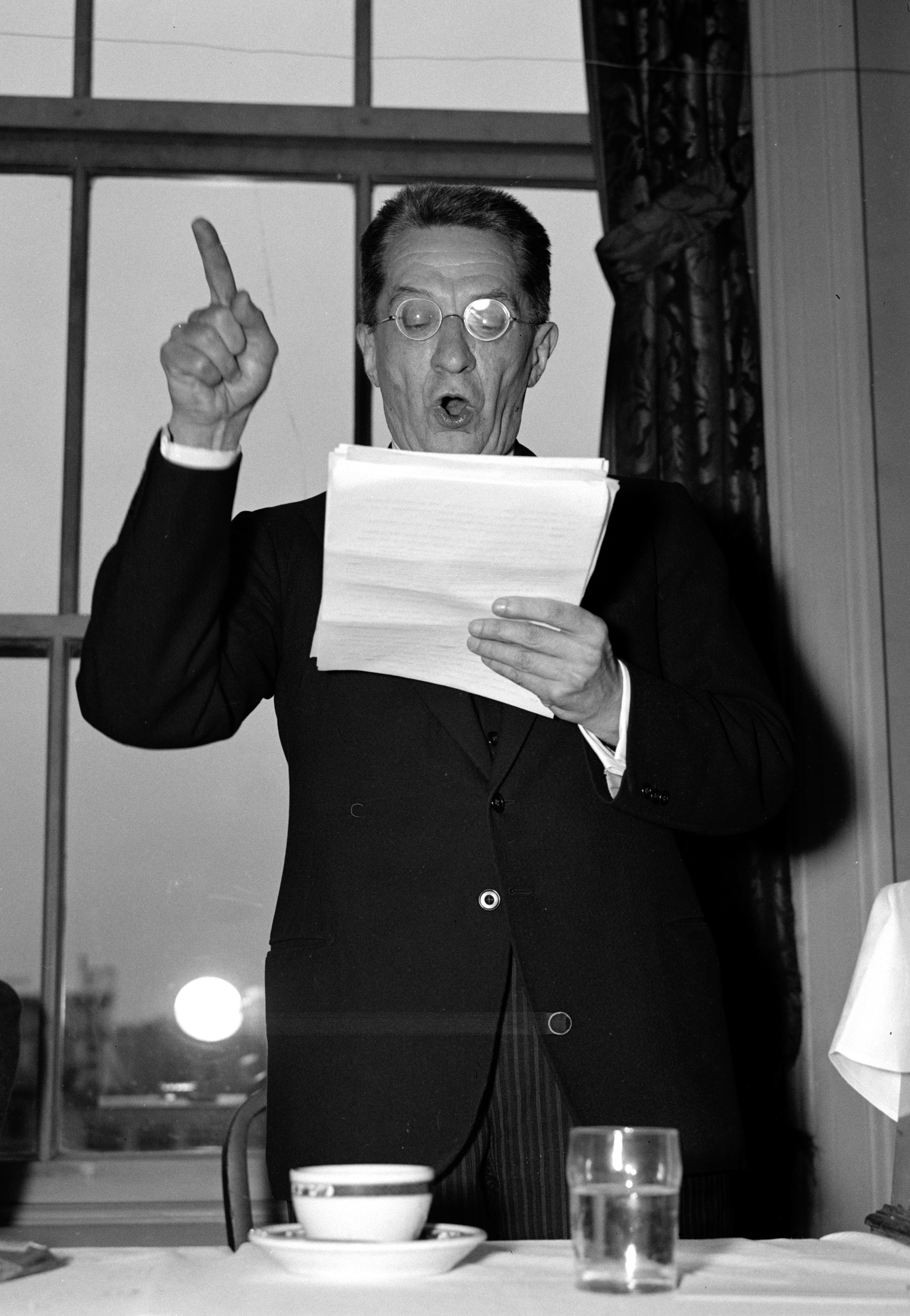
Aleksander Kiereński przemawiający w 1938
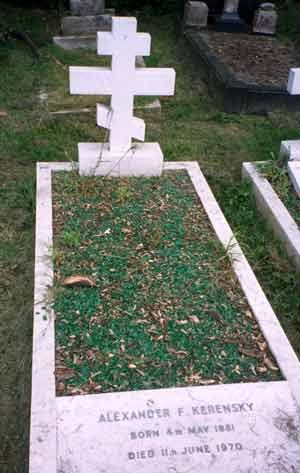
Grób Aleksandra Kiereńskiego w Londynie